# 卧佛镇 (安岳县)
卧佛镇，原为八庙乡，是中华人民共和国四川省资阳市安岳县下辖的一个乡镇级行政单位。2016年撤乡设镇，更名置卧佛镇。2019年12月，撤销石鼓乡和悦来乡，将原石鼓乡和原悦来乡火塔村、双凤村、五龙村、鱼钩村、玉山村、洞福村所属行政区域划归卧佛镇管辖。

## 行政区划
卧佛镇下辖以下地区：
三圣社区、柏木村、关田村、龙甲村、吉庆村、龙井村、同乐村、双河村、莲花村、卧佛村、吉光村、芦龙村、石莲村、桂塘村、飞凤村、马鞍村和龙店村。